# 巴塘微孔草
巴塘微孔草（学名：Microula ciliaris）是紫草科微孔草属的植物，是中国的特有植物。分布在中国大陆的四川等地，生长于海拔3,800米的地区，见于山坡草地，目前尚未由人工引种栽培。